# Parque Cultural del Chopo Cabecero
Der Parque Cultural del Chopo Cabecero, auch Parque Cultural del Chopo Cabecero del Alto Alfambra, auf Deutsch in etwa Kulturpark der Kopfpappeln am Oberlauf des Alfambra, ist ein Park zum Schutz der einzigartigen Kulturlandschaft im Süden Aragoniens, die aus einer traditionellen Landwirtschaft hervorging, bei der mit Kopfschnitt gepflegte Schwarzpappeln (Spanisch Chopo Cabecero) die Grundlage für Baumaterial, Brennholz und Futter sind.     

## Ziel
Der Kulturpark soll Landschaft, Kultur, Natur, Tradition und Tourismus zusammenbringen und die spezielle Form der Landwirtschaft erhalten. Sie basiert auf der intensiven Bewirtschaftung der Schwarzpappeln, die regelmäßig ungefähr zwei Meter über Boden zurückgeschnitten werden, sodass junge frische Triebe ausschlagen, die als Viehfutter verwendet werden. Der regelmäßige Rückschnitt  erhöht das Wachstum und die Langlebigkeit der Bäume. Durch den Schnitt erhalten sie die charakteristische Form mit dem breiten Kopf.   
Die Kulturform drohte in der zweiten Hälfte des 20. Jahrhunderts durch soziale und wirtschaftliche Veränderungen verloren zu gehen, da die Bäume nur noch mangelhaft gepflegt wurden und das Fachwissen um die richtige Pflege der Bäume langsam verloren ging. Mit der Gründung des Parks sollte ein Instrument zur Erhaltung des ethnologischen, landschaftlichen und historischen Erbes der Kopfpappeln geschaffen werden.

## Lage
Der Park liegt im Süden Aragoniens am Oberlauf des Alfambra in der Nähe von Teruel. Er umfasst die Gemeinden Ababuj, Allepuz, Aguilar del Alfambra, Camarillas, Cedrillas, Galve, Gúdar, Jorcas, El Pobo und Monteagudo del Castillo, die sich in den drei Comarcas Gúdar-Javalambre, Maestrazgo und Comunidad de Teruel befinden.

## Geschichte
Der Park wurde im April 2018 gegründet. Bereits 2016 wurde die Kultivierung der kopfgeschnttenen Schwarzpappeln im Süden Aragoniens als Immaterielles Kulturgut erklärt und im Februar 2018 wurden die Uferwälder aus Kopfpappeln als einzigartige Waldform Aragoniens erklärt.